# Мартыненко, Юрий Григорьевич
Ю́рий Григо́рьевич Мартыне́нко (19 сентября 1945, Краматорск — 15 июля 2012, Москва) — советский и российский учёный-механик. Академик Академии навигации и управления движением, действительный член Международной академии наук Высшей школы (1995), член-корреспондент Российской академии естественных наук; доктор физико-математических наук (1978), профессор (1978). Заслуженный деятель науки РФ (2000). Брат физика Олега Мартыненко (1936—2012).

## Биография
Родился 19 сентября 1945 года в Краматорске, среднюю школу окончил с золотой медалью. Высшее образование получил в стенах мехмата МГУ; там же окончил аспирантуру с защитой кандидатской диссертации (ученик И. В. Новожилова). С 1975 года работал на Энергомашиностроительном факультете МЭИ — на кафедре теоретической механики (в 1986—2003 годах был её заведующим). В 1978 году защитил в МГУ докторскую диссертацию на тему «Гироскоп в неконтактном подвесе», которая явилась важным этапом в создании теории новых в то время электростатического, электромагнитного и криогенных гироскопов.
С 2003 года Ю. Г. Мартыненко руководил лабораторией общей механики Института механики МГУ и был профессором кафедры прикладной механики и управления МГУ, оставаясь также профессором кафедры теоретической механики и мехатроники МЭИ. Был членом Высшей аттестационной комиссии РФ, вслед за А. Ю. Ишлинским возглавлял (с 1991 г.) Научно-методический совет по теоретической механике при Министерстве образования и науки Российской Федерации, секцию Экспертного Совета РФФИ по математике, информатике и механике, был членом Российского национального комитета по теоретической и прикладной механике, Российского национального комитета по автоматическому управлению.
Среди учеников Ю. Г. Мартыненко — 4 доктора и 19 кандидатов наук.
Ю. Г. Мартыненко был талантливым педагогом и популяризатором науки. Он читал лекции в университетах России, Германии, Китая, Мексики, США, Тайваня, Туниса, Франции, Чехии.
Награждён медалью «В память 850-летия Москвы», удостоен премии имени А. А. Андронова РАН, награждён медалями «Имени академика В. И. Кузнецова» и «25 лет запуска ИСЗ Радио и Космос-1045» Федерации космонавтики РФ, медалями и дипломами Почёта ВДНХ СССР и Всероссийского Выставочного центра. В 2000 году удостоен почётного звания «Заслуженный деятель науки Российской Федерации».
Скончался 15 июля 2012 года после тяжёлой продолжительной болезни. Похоронен в Москве на Востряковском кладбище.

## Научная деятельность
Научные работы Ю. Г. Мартыненко посвящены механике и смежным областям науки. К сфере его научных интересов относились теоретическая механика, аналитическая электромеханика, динамика твёрдого тела в электромагнитном поле, теория управления движением, теория дифференциальных уравнений, робототехника, мехатроника, гироскопия, применение компьютерных технологий в научных исследованиях и преподавании.
Основные научные достижения:
- построение теории движения проводящего твёрдого тела в электромагнитном поле (которую он применил при исследовании динамики гироскопа в электростатическом подвесе);
- определение условий корректного использования прецессионных уравнений гироскопических систем;
- вклад в разработку метода регуляризации в теории сингулярно возмущённых систем;
- построение одного из наиболее полных решений задачи о влиянии вихревых токов на ориентацию проводящего спутника в магнитном поле Земли;
- исследование движения упругой сферической оболочки в неконтактном подвесе с учётом внутреннего трения в материале;
- разработка методов управления неустойчивыми механическими системами с учетом ограниченности ресурсов управления;
- создание математической модели одноколёсного мобильного робота с гироскопической системой стабилизации;
- формирование алгоритмов управления движением мобильных колёсных роботов;
- исследование проблемы создания искусственного тактильного механорецептора.

Мартыненко пропагандировал широкое применение в науке и образовании систем компьютерной алгебры (сам он был опытным пользователем пакета Mathematica компании Wolfram Research).
Ю. Г. Мартыненко был научным руководителем Всероссийского (с международным участием) фестиваля мобильных роботов имени профессора Е. А. Девянина.

## Публикации
Ю. Г. Мартыненко является автором более 200 научных работ. Ниже приведены основные из них.

### Теоретическая механика
- Зацепин М. Ф., Кобрин А. И., Мартыненко Ю. Г., Новожилов И. В. . Алгоритмы решения задач аналитической динамики. — М.: МЭИ, 1988. — 84 с.
- Мартыненко Ю. Г. . Матричная форма уравнений неголономной механики // Сборник научно-методических статей. Теоретическая механика. Вып. 23. — М.: Изд-во Моск. ун-та, 2000. — С. 9—21.
- Мартыненко Ю. Г., Зацепин М. Ф. . Применение матричных методов для составления уравнений Маджи и Эйлера — Лагранжа неголономных механических систем // Сборник научно-методических статей. Теоретическая механика. Вып. 25. — М.: Изд-во Моск. ун-та, 2004. — С. 86—101.
- Мартыненко Ю. Г. . Об одной форме уравнений движения симметричного твёрдого тела около неподвижной точки // Сборник научно-методических статей. Теоретическая механика. Вып. 26. — М.: Изд-во Моск. ун-та, 2006. — С. 12—20.
- Капустина О. М., Мартыненко Ю. Г. . Примеры параметрического анализа в задачах теоретической механики при помощи Mathematica // Сборник научно-методических статей. Теоретическая механика. Вып. 27. — М.: Изд-во Моск. ун-та, 2009. — С. 107—120.

### Аналитическая электромеханика
- Мартыненко Ю. Г.  Аналитическая динамика электромеханических систем. — М.: МЭИ, 1984. — 64 с.

### Динамика твёрдого тела в электромагнитном поле
- Мартыненко Ю. Г.  Движение проводящего твёрдого тела около неподвижной точки в магнитном поле // Известия АН СССР. Механика твёрдого тела. — 1977. — № 4. — С. 36—45.
- Мартыненко Ю. Г. . К теории пространственного электростатического ньютонометра // Некоторые вопросы теории навигационных систем. — М.: Изд-во Моск. ун-та, 1979. — С. 141—154.
- Мартыненко Ю. Г.  Об устойчивости стационарных вращений твёрдого тела в магнитном поле // Известия АН СССР. Механика твёрдого тела. — 1980. — № 2. — С. 29—33.
- Мартыненко Ю. Г., Урман Ю. М.  О малых колебаниях быстро закрученного твёрдого тела в магнитном поле // Известия АН СССР. Механика твёрдого тела. — 1981. — № 1. — С. 27—32.
- Мартыненко Ю. Г.  Динамика твёрдого тела в неконтактном подвесе // Теоретична и приложена механика. София. — 1983. — Т. 14, № 2. — С. 11—14.
- Мартыненко Ю. Г.  Влияние вихревых токов на вращение и ориентацию спутника // Космические исследования. — 1985. — Т. 23, № 3. — С. 347—357.
- Мартыненко Ю. Г. . Движение твёрдого тела в электрических и магнитных полях. — М.: Наука, 1988. — 368 с. — ISBN 5-02-013801-0.
- Мартыненко Ю. Г.  О проблемах левитации тел в силовых полях // Соросовский образовательный журнал. — 1996. — № 3. — С. 82—86. Архивировано 2 апреля 2015 года.

### Гироскопия
- Мартыненко Ю. Г.  Уходы электростатического гироскопа, вызываемые несферичностью ротора // Известия АН СССР. Механика твёрдого тела. — 1970. — № 1. — С. 10—18.
- Данилин В. П., Мартыненко Ю. Г., Новожилов И. В.  Зависимость времени выбега электростатического гироскопа от дебаланса ротора // Известия АН СССР. Механика твёрдого тела. — 1970. — № 2. — С. 20—22.
- Кобрин А. И., Мартыненко Ю. Г.  Об одном методе построения асимптотического решения задачи о движении гироскопа в кардановом подвесе // Известия АН СССР. Механика твёрдого тела. — 1971. — № 3. — С. 40—47.
- Мартыненко Ю. Г.  Раскрутка гироскопа с неконтактным подвесом ротора // Известия АН СССР. Механика твёрдого тела. — 1973. — № 5. — С. 35—40.
- Мартыненко Ю. Г.  Движение несбалансированного гироскопа с неконтактным подвесом // Известия АН СССР. Механика твёрдого тела. — 1974. — № 4. — С. 13—19.
- Брюшков В. Г., Мартыненко Ю. Г.  Уходы несбалансированного гироскопа в неравножёстком электростатическом подвесе // Известия АН СССР. Механика твёрдого тела. — 1976. — № 6. — С. 33—40.
- Кобрин А. И., Мартыненко Ю. Г.  Применение теории сингулярно возмущённых уравнений для исследования гироскопических систем // Доклады АН СССР. — 1976. — Т. 230, № 1. — С. 52—55.
- Кобрин А. И., Мартыненко Ю. Г., Новожилов И. В.  О прецессионных уравнениях гироскопических систем // Прикладная математика и механика. — 1976. — Т. 40, № 2. — С. 230—237.
- Белицкий Д. Б., Мартыненко Ю. Г.  О синтезе геометрии подвеса электростатического гироскопа, обладающего максимальной жёсткостью // Доклады АН СССР. — 1977. — Т. 236, № 2. — С. 308—311.
- Мартыненко Ю. Г., Савченко Т. А.  Резонансные движения гироскопа с неконтактным подвесом на вибрирующем основании // Известия АН СССР. Механика твёрдого тела. — 1977. — № 6. — С. 16—23.
- Белицкий Д. Б., Мартыненко Ю. Г.  О выборе геометрии электродов для равножёсткого электростатического подвеса заряженного проводящего шара // Известия АН СССР. Механика твёрдого тела. — 1978. — № 2. — С. 64—73.
- Губаренко С. И., Мартыненко Ю. Г.  Динамика электростатического гироскопа с импульсной системой регулирования // Известия АН СССР. Механика твёрдого тела. — 1982. — № 2. — С. 6—14.
- Зацепин М. Ф., Мартыненко Ю. Г., Маслов А. А. . О демпфировании нутационных колебаний ротора электростатического гироскопа // Труды Моск. энерг. ин-та. Вып. 573. — М.: МЭИ, 1982. — С. 36—51.
- Мартыненко Ю. Г., Корецкий А. В.  Влияние радиуса ротора на точность электростатического гироскопа // Известия вузов. Приборостроение. — 1982. — Т. 25, № 8. — С. 64—68.
- Корецкий А. В., Мартыненко Ю. Г.  Определение вероятностных характеристик возмущающих моментов в гироскопах с электростатическим подвесом // Известия АН СССР. Механика твёрдого тела. — 1983. — № 3. — С. 4—11.
- Мартыненко Ю. Г., Медведев А. В.  К теории неконтактного гироскопа с шаровым несбалансированным ротором // Известия АН СССР. Механика твёрдого тела. — 1985. — № 4. — С. 3—11.
- Кудин С. Ф., Мартыненко Ю. Г.  Раскрутка неконтактного гироскопа в сопротивляющейся среде // Известия АН СССР. Механика твёрдого тела. — 1985. — № 6. — С. 14—22.
- Мартыненко Ю. Г.  Тенденции развития современной гироскопии // Соросовский образовательный журнал. — 1997. — № 11. — С. 120—127.

### Теория управления движением
- Мартыненко Ю. Г., Осадченко Н. В.  Движение шарнирного двузвенника по гладкому эллипсу // Труды конференции по теории колебаний и управлению. — М.: МГУ, 2000. — С. 98—99.
- Мартыненко Ю. Г., Осадченко Н. В.  Движение шарнирного двухзвенника по гладкой кривой переменной кривизны // Вестник МЭИ. — 2001. — № 3. — С. 14—18.
- Мартыненко Ю. Г., Формальский А. М.  К теории управления моноциклом // Прикладная математика и механика. — 2005. — Т. 69, вып. 4. — С. 569—583.

### Дифференциальные уравнения
- Кобрин А. И., Мартыненко Ю. Г.  Асимптотическое решение слабо нелинейной системы // Дифференциальные уравнения. — 1977. — Т. 13, № 6. — С. 1008—1019.
- Кобрин А. И., Мартыненко Ю. Г.  Асимптотическое решение одной нелинейной системы дифференциальных уравнений // Приближённые методы исследования дифференциальных уравнений и их приложения: Межвузовский сборник. Вып. 5. — Куйбышев, 1979. — С. 25—31.
- Коняев Ю. А., Мартыненко Ю. Г.  Асимптотический анализ решений дифференциальных уравнений с полиномиально периодическими коэффициентами // Изв. вузов. Математика. — 2006. — № 1. — С. 78—81.

### Мехатроника и робототехника
- Кобрин А. И., Мартыненко Ю. Г.  Неголономная динамика мобильных роботов и её моделирование в реальном времени // Докл. научн. школы-конф. «Мобильные роботы и мехатронные системы» (Москва, 1—3 декабря 1998 г.). — М.: Изд-во Моск. ун-та, 1999. — С. 107—123.
- Мартыненко Ю. Г.  Алгоритмы управления мобильным роботом при движении по маякам // Докл. междунар. конф. «Информационные средства и технологии» (Москва, 1998 г.). Т. 2. — М.: Изд-во «Станкин», 1998. — С. 75—80.
- Мартыненко Ю. Г.  Динамика мобильных роботов // Соросовский образовательный журнал. — 2000. — № 5. — С. 110—116. Архивировано 2 апреля 2015 года.
- Охоцимский Д. Е., Мартыненко Ю. Г.  Новые задачи динамики и управления движением мобильных колёсных роботов // Успехи механики. — 2003. — Т. 2, № 1. — С. 3—47. Архивировано 24 сентября 2015 года.
- Садовничий В. А., Григорьев А. И., Окунев Ю. М., Соколов М. Э., Буданов В. М., Мартыненко Ю. Г.  Искусственный тактильный механорецептор. Теория, опыт создания, экспериментальная апробация // Технология живых систем. — 2005. — Т. 2, № 4—5. — С. 3—10.
- Мартыненко Ю. Г.  Управление движением мобильных колёсных роботов // Фунд. и прикл. математика. — 2005. — Т. 11, вып. 8. — С. 29—80.
- Зацепин М. Ф., Мартыненко Ю. Г., Тиньков Д. В.  Уравнения Лагранжа, Воронца, Чаплыгина в задачах динамики мобильных роботов. — М.: Изд-во МЭИ, 2005. — 32 с.
- Мартыненко Ю. Г., Соколов М. Э., Буданов В. М., Белотелов В. Н., Ленский А. В., Пахомов В. Б.  Постановка фундаментальных и прикладных исследований в области биомехатроники // Известия Южного федерального университета. Технические науки. — 2006. — № 3. — С. 29—35.
- Ленский А. В., Мартыненко Ю. Г., Окунев Ю. М.  Разработка робототехнических и мехатронных систем в Институте механики МГУ // Известия ТРТУ, 2006, № 3 (58). — 317 с. — С. 11—17.
- Aoustin Y., Formal'skii A., Martynenko Y.  Pendubot combining of energy and intuitive approach to swing up, stabilization in erected pose // Multibody System Dynamics, 2011, 25 (1). — P. 65—80. — doi:10.1007/s11044-010-9228-5.

### Преподавание механики
- Мартыненко Ю. Г.  Применение новых информационных технологий в преподавании фундаментальных наук // Соросовский образовательный журнал. — 1997. — № 3. — С. 130—138. Архивировано 2 апреля 2015 года.
- Мартыненко Ю. Г., Осадченко Н. B. . Возможности использования виртуальной реальности в преподавании точных наук: лекция-доклад. — М.: Исследовательский центр проблем качества подготовки специалистов, 1998. — 19 с. — (Серия материалов школы-семинара «Создание единого информационного пространства системы образования»).
- Мартыненко Ю. Г. . Методика изложения кинематики твёрдого тела с одной неподвижной точкой // Сборник научно-методических статей. Теоретическая механика. Вып. 24. — М.: Изд-во Моск. ун-та, 2003. — С. 3—15.